# Rhys
Rhys Maria Clarstedt Frank, känd som Rhys, född 27 oktober 1997 i Portland, USA, är en Sverigeamerikansk musikartist och låtskrivare.

## Biografi
Rhys föddes i USA till en svensk moder och amerikansk fader. När hon var 10 år flyttade familjen till Sverige. Under sin uppväxt visade hon stort intresse för konst, teater, dans och musik samt deltog i flertal talangshower och barnproduktioner. Hon gick i grundskolan på Kulturama musikallinje och studerade teaterinriktning på Viktor Rydbergs gymnasium i Djursholm.
När Rhys var 18 år rekommenderades hon som demosångerska till producenten Jörgen Elofsson. De har sedan dess skrivit låtar tillsammans.
Hennes debutsingel "Swallow Your Pride", släpptes under 2016 och är skriven av Rhys och Elofsson. Låten sålde guld i Sverige och utsågs till Veckans Låt på Sveriges Radio P3.
I början av 2017 släppte hon ”Last Dance”, skriven av Elofsson, vilken sålde platina i Sverige.

## Diskografi

### Singlar
- Swallow Your Pride (2016)
- Last Dance (2017)
- Too Good To Be True (2017)
- The World Is A Beautiful Place (från filmen Vilken jävla cirkus) (2017)
- Maybe I Will Learn (2018)
- No Vacancy (2018)